# وفضة
الوَفْضة (الجمع:وِفاض) أو محفظة جيب ويُقال لها بالعامية الجُزدان (من الفارسية عبر التركية بمعنى محفظة الكتاب) هي الوسيلة التي يحفظ بها الناس نقودهم وحاجات أخرى (كبعض الأوراق الصغيرة) عند تنقلهم في الأسواق، وحجم المحفظة عادة يكون بحجم الجيب، غالبًا ما تصنع من الجلد، وقد يكون جلدًا طبيعيًا غالي الثمن أو من الجلد الصناعي الرخيص، أو من النايلون أو القماش.
هناك محافظ نقود خاصة بالرجال وأخرى خاصة بالنساء وهي على الأغلب خاضعة للمودة من حيث الشكل والتصميم والحجم والجمالية والتفنن، وذلك بعكس المحافظ الرجالية فهي أكثر كلاسيكية.
شكل المحفظة عامة يتناسب والغرض الذي صنعت من أجله مع ضرورة تلبيتها لكل الأحتياجات المطلوبة، بحيث تكون مناسبة لحجم النقود الورقية مع جيوب إضافية لحفظ واحتواء الهويات وبطاقات الائتمان وبطاقات الزيارات والتعريف وبعض الصور الفوتوغرافية.
مر شكل المحافظ مع الزمن بعدة تطورات فإن تاريخها يعود إلى زمن استخدام النقود.
بعض المحافظ تحمل ماركات عالمية مشهورة، مما يرفع من سعرها.